# فریدا اوهل
فریدا اوهل (انگلیسی: Frida Uhl; ۴ آوریل ۱۸۷۲ – ۲۸ ژوئن ۱۹۴۳) مترجم، نویسنده، و منتقد ادبی اهل اتریش بود. او با بسیاری از شخصیت‌های مهم ادبیات قرن بیستم ارتباط نزدیک داشت. اوهل دختر فردریش اول، سردبیر وینر تسایتونگ، و ماریا اول (با نام خانوادگی ریشل)، یک کاتولیک بود. او با استریندبرگ در اوایل سال ۱۸۹۳ آشنا شد، وی زمانی که تنها ۲۰ سال داشت با استریندبرگ ازدواج کرد و بلافاصله تلاش کرد تا تولیدی از آثار او را در انگلستان سازماندهی کند و امور مالی او را در دست گرفت. آنها یک دختر به نام کرستین داشتند. استریندبرگ نقش فعال فریدا در امور تجاری خود را تأیید نکرد و این ازدواج در سال ۱۸۹۵ به طلاق انجامید.